# Agència Àrab Siriana de Notícies
L'Agència Àrab Siriana de Notícies (en àrab: الوكالة العربية السورية للأنباء) (en anglès: Syrian Arab News Agency) és l'agència nacional i oficial de la República Àrab Siriana (RAS). L'AASN va ser fundada el 1965. L'AASN va ser creada pel ministeri d'informació de l'estat sirià, el ministeri, té la seu en la capital del país, Damasc.

## Cobertura
L'AASN ofereix cobertura a totes les activitats nacionals sirianes, àrabs, i internacionals en un marc basat en donar a conèixer els fets i ser equilibrat en la cobertura informativa, implementar les tecnologies modernes de la informació, que ajuden al funcionament de les agències de notícies. L'agència disposa de personal actiu en la seva seu central, així com té corresponsals en tots els ministeris i en les institucions estatals sirianes, les oficines internacionals de l'agència es troben a: Beirut, París, Moscou, Amman, Teheran, Kuwait City, El Caire, Trípoli, Ankara, i Roma.
L'AASN està present amb uns 43 corresponsals, en els altres països àrabs, i en altres països estrangers d'arreu del món.

## Els serveis de l'agència
L'AASN emet diàriament més de 500 notícies en idioma àrab, a més de butlletins en anglès, francès, espanyol, i turc, també distribueix més de 150 imatges i fotografies diàriament.

## Portal electrònic i serveis
El portal electrònic de l'agència ofereix serveis mediàtics, polítics, econòmics, culturals i variats, en els idiomes àrab, anglès, francès, espanyol i turc, a més de serveis en imatges. Aquest portal és considerat com un dels llocs informatius pioners a Síria, al que es dedica un personal especialitzat de periodistes i tècnics que segueixen les tasques de redacció, publicació i gestió durant les 24 hores del dia.
El portal ofereix també un servei de notícies urgents pels seus subscriptors, per mitjà del correu electrònic. L'AASN publica també butlletins especialitzats sobre l'economia, la cultura, l'esport, el medi ambient, la salut, i altres temes.
L'agència ofereix un servei multimèdia mitjançant els missatges electrònics SMS i MMS.
L'agència emet els seus informatius, a nivell intern, per mitjà de la xarxa d'Internet, o per circuits tancats, mentre que a nivell extern, emet a través de l'agència francesa de premsa, per satèl·lit, o mitjançant les subscripcions als serveis d'intercanvi d'arxius FTP, a més de les subscripcions per Internet.

## Convenis i Notícies
L'AASN manté convenis bilaterals amb totes les agències àrabs de notícies, i amb nombroses agències de notícies islàmiques i internacionals.
L'Agència Àrab Siriana de Notícies (AASN) és un membre fundador de diversos organismes mediàtics internacionals com la federació d'agències àrabs de notícies, la lliga d'agències de notícies del Mediterrani, i l'organització de les agències de notícies del sud-est asiàtic.
Finalment cal destacar que l'AASN construeix la seva política informativa sobre la base de les postures i a les informacions nacionals sirianes, i ofereix el seu suport a les causes islàmiques i àrabs, i també actua sobre la base del dret i la justícia internacional, tenint com a objectiu final destacar la imatge, la civilització, i la cultura de la nació siriana.

## Organització
La direcció de l'agència pertany al consell directiu i al director general, altres càrrecs destacables són: el cap de la redacció, els assistents del director general, els directors i els caps de departament.

## Organigrama de l'Agència
Director general, redacció, afers administratius, serveis tècnics, afers financers, supervisió interna, planificació, estadística, capacitació, entrenament, i relacions públiques.

## Directors Generals de SANA
- Fawaz Jundi (1965–1966)
- Hussein al-Awdat (1966–1971)
- Marwan al-Hamwi (1971–1975)
- Dr. Saber Falhout (1975–1991)
- Dr. Fayez al-Sayegh (1991–2000)
- Ali Abdul Karim (2000–2002)
- Ghazi al-Zeeb (2002–2004)
- Dr. Adnan Mahmoud (2004–present)

## Durant la Guerra Civil Síria
Durant els esdeveniments de la Guerra Civil Siriana, l'agència ha estat el portaveu i el mitjà d'informació oficial del govern sirià de Baixar al-Àssad, i per tant, ha estat el mitjà de comunicació del bàndol lleial al govern sirià, tant dins com fora de les seves fronteres.